# Konrad Frysztak
Konrad Mirosław Frysztak (ur. 15 lutego 1986 w Radomiu) – polski polityk, samorządowiec, dziennikarz i siatkarz, w latach 2014–2019 zastępca prezydenta Radomia, poseł na Sejm IX i X kadencji.

## Życiorys
Mierzy 207 cm wzrostu, trenował siatkówkę. Między 2003 a 2008 był zawodnikiem klubów Jadar Radom i Pronar Hajnówka. Uczył się w V Liceum Ogólnokształcącym im. Romualda Traugutta w Radomiu. Następnie studiował dziennikarstwo na Uniwersytecie Marii Curie-Skłodowskiej w Lublinie. Licencjat na tym kierunku uzyskał w 2012 w Wyższej Szkole Handlowej w Radomiu, a magisterium w 2020 na UMCS. W 2023 został absolwentem prawa w Europejskiej Uczelni Społeczno-Technicznej w Radomiu. Pracował jako dziennikarz, w tym jako redaktor naczelny magazynu „Dźwig”, był także współwłaścicielem spółki wydawniczej.
Działał w Stowarzyszeniu „Młodzi Demokraci”. Wstąpił też do Platformy Obywatelskiej. W wyborach samorządowych w 2010 bezskutecznie kandydował na radnego Radomia, uzyskując 47 głosów. W grudniu 2014 nowy prezydent Radomia Radosław Witkowski powołał go na swojego zastępcę, powierzając mu nadzór nad wydziałami zajmującymi się architekturą, inwestycjami i zarządzaniem nieruchomościami. W 2018 został wybrany na radnego miejskiego z ramienia komitetu prezydenckiego (dostał 3038 głosów), jednak nie objął mandatu z uwagi na niepołączalność funkcji.
W wyborach parlamentarnych w 2019 został wybrany na posła IX kadencji. Kandydował z 5. miejsca na liście Koalicji Obywatelskiej w okręgu radomskim, otrzymując 11 996 głosów. W wyborach w 2023 z powodzeniem ubiegał się o poselską reelekcję (z wynikiem 25 416 głosów). W Sejmie X kadencji został wiceprzewodniczącym Komisji Administracji i Spraw Wewnętrznych.

## Wyniki w wyborach ogólnopolskich
| Wybory | Komitet wyborczy | Komitet wyborczy     | Organ            | Okręg | Wynik          |
| ------ | ---------------- | -------------------- | ---------------- | ----- | -------------- |
| 2019   |                  | Koalicja Obywatelska | Sejm IX kadencji | nr 17 | 11 996 (3,58%) |
| 2023   | Sejm X kadencji  | Koalicja Obywatelska | 25 416 (6,50%)   | nr 17 |                |

## Życie prywatne
Żonaty z Klementyną Frysztak, ma syna.